# Cedar Rapids, Iowa
Cedar Rapids  este o municipalitate, sediul comitatului al doilea oraș ca mărime din statul Iowa din Statele Unite.